# Hermann Schmid
Mons. JUDr. Hermann Schmid (28. července 1907 Zákupy – 10. prosince 1994 Čečelice) byl český římskokatolický kněz litoměřické diecéze, papežský prelát a osobní arciděkan.

## Vzdělání
Pocházel z rodiny ředitele vyšší lesnické školy v Nových Zákupech. Otcem byl Stefan Schmid, matka se jmenovala Elfrida. V Zákupech žil do roku 1928, pak odešel studovat do Prahy. Po maturitě na gymnáziu na něho při brigádě u strýce v papírnách spadl nově montovaný stroj. Následně se musel podrobit amputaci pravé nohy. V letech 1927–1930 studoval přírodní vědy na německé pražské univerzitě. Souběžně s těmito studiemi absolvoval v letech 1928–1929 obchodní akademii v Praze. V roce 1929 započal navíc studium na právnické fakultě a v červnu 1934 získal titul doktora práv. Na konci roku 1934 složil státní zkoušku z českého jazyka. Od 1. ledna 1935 nastoupil jako finanční koncipista na berní správě v Praze II. Kariéry ve státní správě se vzdal 30. června 1937 a rozhodl se pro kněžské povolání.

## Kněžské působení
Teologii studoval nejprve na Canisianu v Innsbrucku od září 1937. Zde na něho měli vliv teologové jako bratří Rahnerové, zvláště pak Hugo Rahnet, méně pak Karl Rahner, o kterém říkal, že byl méně srozumitelný. Dále pak v Praze do září 1939 a v Litoměřicích.
Na kněze v litoměřické diecéze byl vysvěcen 31. května 1942 v litoměřické biskupské kapli sv. Vavřince biskupem Antonínem Weberem. Primiční mši sloužil v rodných Zákupech. Od 1. srpna 1942 začal působit jako kaplan v Lovosicích a Sulejovicích. Následovaly však velké problémy s gestapem, protože se podezřele stýkal s českou menšinou a kázal i česky. Riskantní bylo také to, že spolupracoval s českou ilegální skupinou.
Tento příběh později sám líčil s lehkou ironií: „Měsíc jsem byl v Lovosicích a už jsem musel k výslechům na gestapo. Že údajně spolupracuji s českou ilegální skupinou. Já si spíš myslím, že to bylo proto, že moje ministrantsko-fotbalové mužstvo poráželo ve všech zápasech Hitlerjugend.“ Z důvodu podezření pro nespolehlivost byl přeložen do němečtějšího prostředí Jablonce nad Nisou. Původním záměrem německých orgánů bylo ho poslat na nucené práce, ale jeho amputovaná noha tomu zabránila.

## Po skončení II. světové války
V květnu 1945 se vrátil do Lovosic jako administrátor farnosti, ale nastaly další problémy. Zatímco gestapo ho vinilo ze spolupráce s českým obyvatelstvem, komunisté mu nemohli prominout, že působil i mezi zbytky neodsunutých Němců.
Přestože byl zařazen na přední místo občanů německé národnosti, kteří během okupace neměli nic společného s nacismem, byl dvakrát zařazen do odsunu.
Dokonce dvakrát ho lovosičtí farníci vytáhli z nákladního vlaku plného lidí připravených k odsunu. Nakonec získal dovolení zůstat v Československu i pro matku a sestru Elfi. Jeho bratři Stefan a Hans však odešli do zahraničí.

## Období totality
Bylo oblíbeným kazatelem a tudíž opět novému režimu nepohodlným. Z toho důvodu byl v roce 1954 byl přeložen „přechodně na krátký čas“ do Čečelic, kde byl po čtyřiceti letech jmenován čestným občanem.
Jako osobnost s širokým rozhledem pomáhal bohoslovcům, řádovým sestrám a kněžím utvářet svůj život. Byl zpovědníkem, duchovním vůdcem a exercitátorem.
Jako teolog znal velmi dobře řeckou patristiku. Vyznal se v teologii J. Scheebena. Byl osobním přítelem vídeňského arcibiskupa kardinála Christopha Schönborna, který i v době komunistické totality ho navštěvoval k osobním i teologickým konzultacím, zvláště pak při přípravě Katechismu katolické církve. Schmid nenapsal velké teologické knihy, ale pod jeho vedením vyrostla řada lidí, které pro teologii nadchnul. Bylo ještě za jeho života o něm natočeno několik krátkých filmů (např. „Na zastrčené vartě“); napsána jedna kniha a mnoho jeho úvah je zaznamenáno na magnetofonových páscích. Jeho teologické úvahy vedly k realitě světa a zároveň ve svém mystickém vnímání dokázal tyto úvahy propojit s duchovním životem.
Dne 1. června 1992 byl jmenován litoměřickým biskupem Josefem Kouklem osobním arciděkanem a 16. června 1992 byl papežem Janem Pavlem II. jmenován čestným papežským prelátem. Zemřel 10. prosince 1994 posilněn svátostmi církve.
Poslední rozloučení se konalo za přítomnosti litoměřického biskupa Josefa Koukla 17. prosince 1994 v 10 hodin v Čečelicích a ve 14.30 hodin v litoměřické katedrále. Pohřben je na hřbitově v Litoměřicích.